# Svenska Livräddningssällskapet

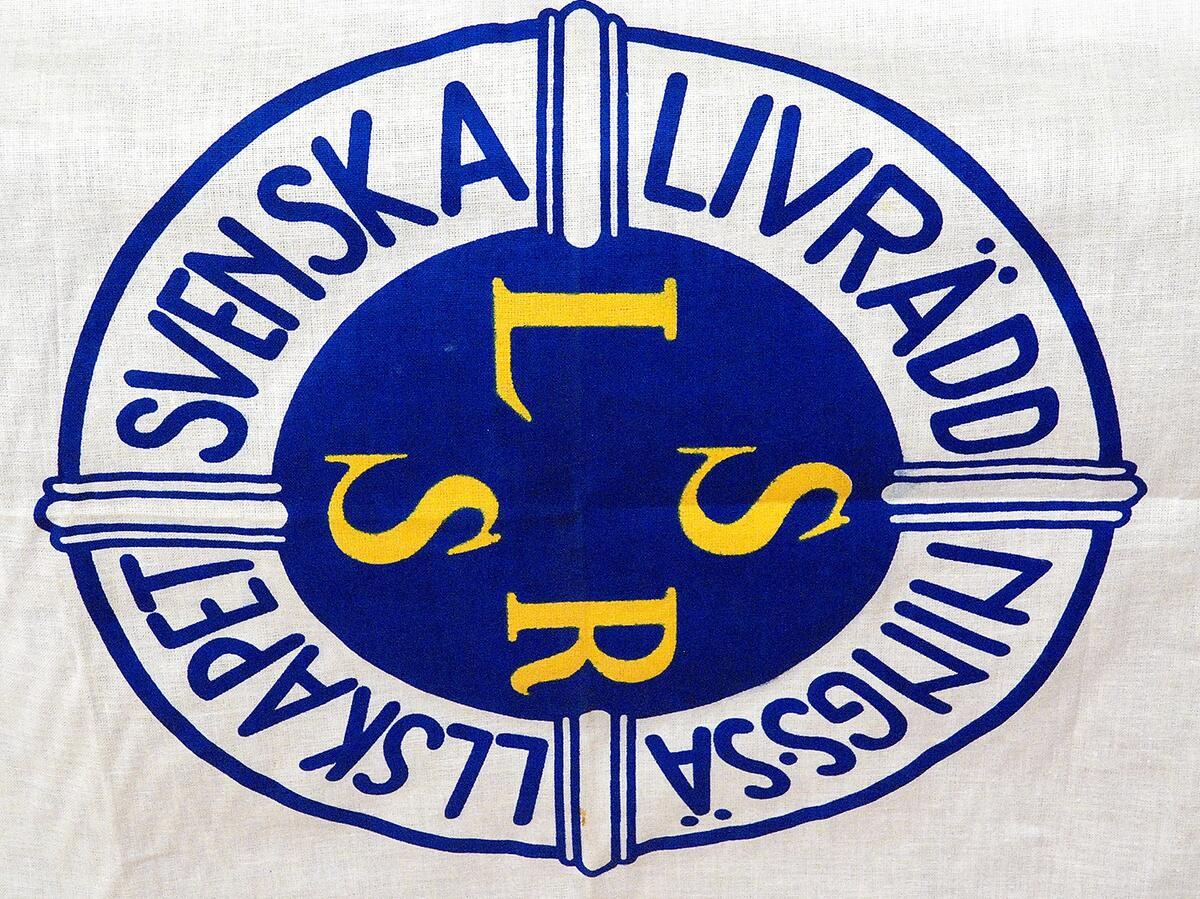
Flagga för Svenska Livräddningssällskapet

Svenska Livräddningssällskapet, SLS (tidigare SKRS), bildades den 28 november 1898 på Stockholms slott. Vid bildandet drunknade 1000 personer om året, något man ville motverka. Under 2010-talet har runt 110 personer om året drunknat.
Svenska Livräddningssällskapet sammanslogs 1 januari 1973 med Simfrämjandet till Svenska livräddningssälskapet – Simfrämjandet. Åt 1990 kortades den sammanslagna organisationens namn till Svenska Livräddningssällskapet.
Svenska Livräddningssällskapet utbildar fler än 2000 simlärare, poollivräddare och havslivräddare varje år. Organisationen driver Skandinaviens enda livräddningsskola, belägen i Tylösand. De är den näst största aktören inom simundervisning i Sverige efter Svenska simförbundet. Bland annat utger sällskapet Simfrämjandets simbehörighetsmärken såsom Simborgarmärket. Organisationen är medlemmar i International Lifesaving Federation och nuvarande generalsekreterare är Mikael Olausson.

## Bilder

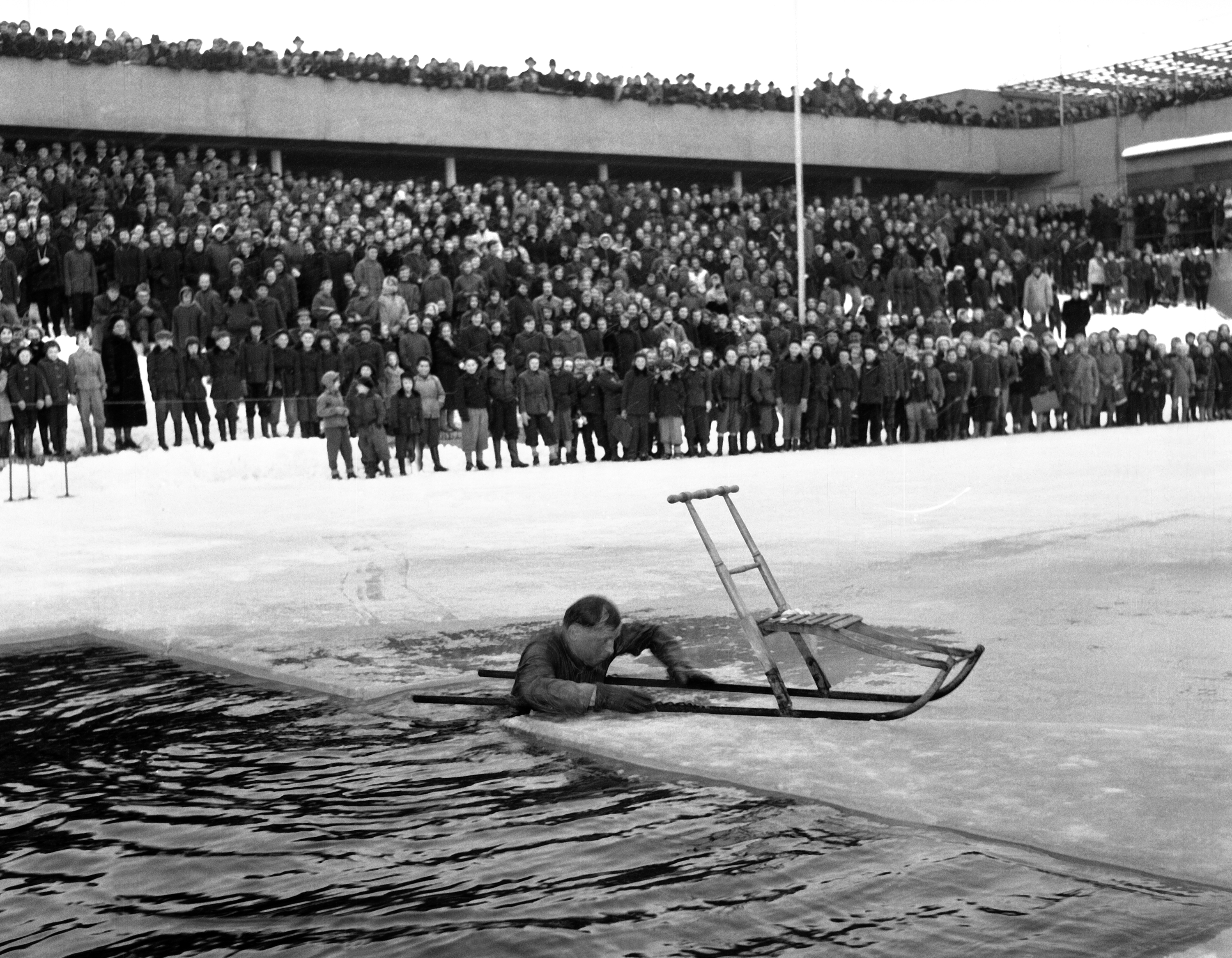
Svenska Livräddningssällskapets årliga livräddningsuppvisningar i Tinnerbäcksbadet för skolor och regementen på 1950-talet, Linköping.
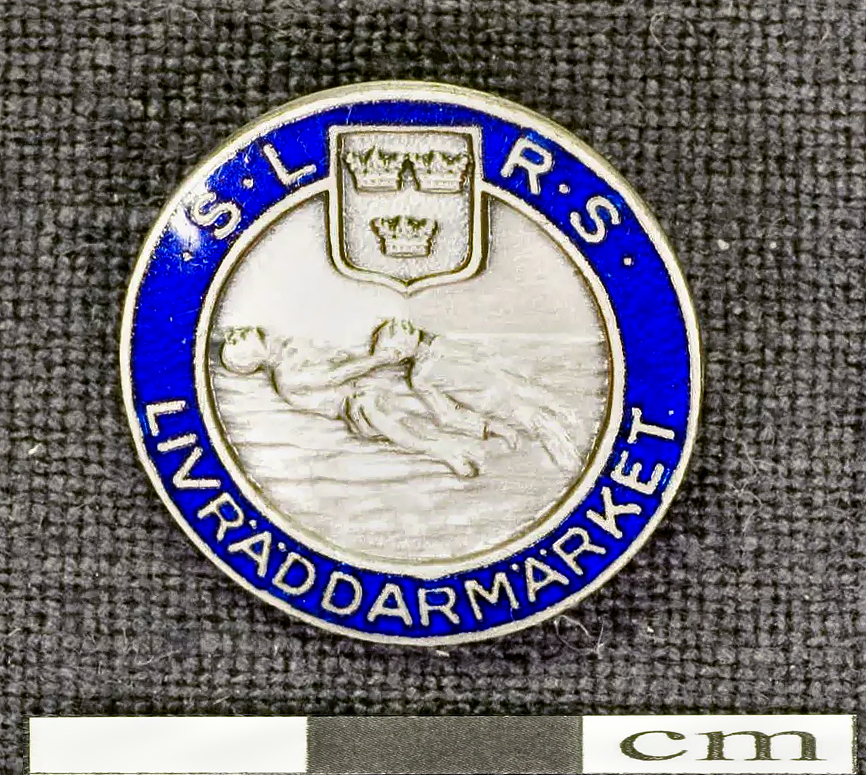
SLRS Livräddarmärket, 1946
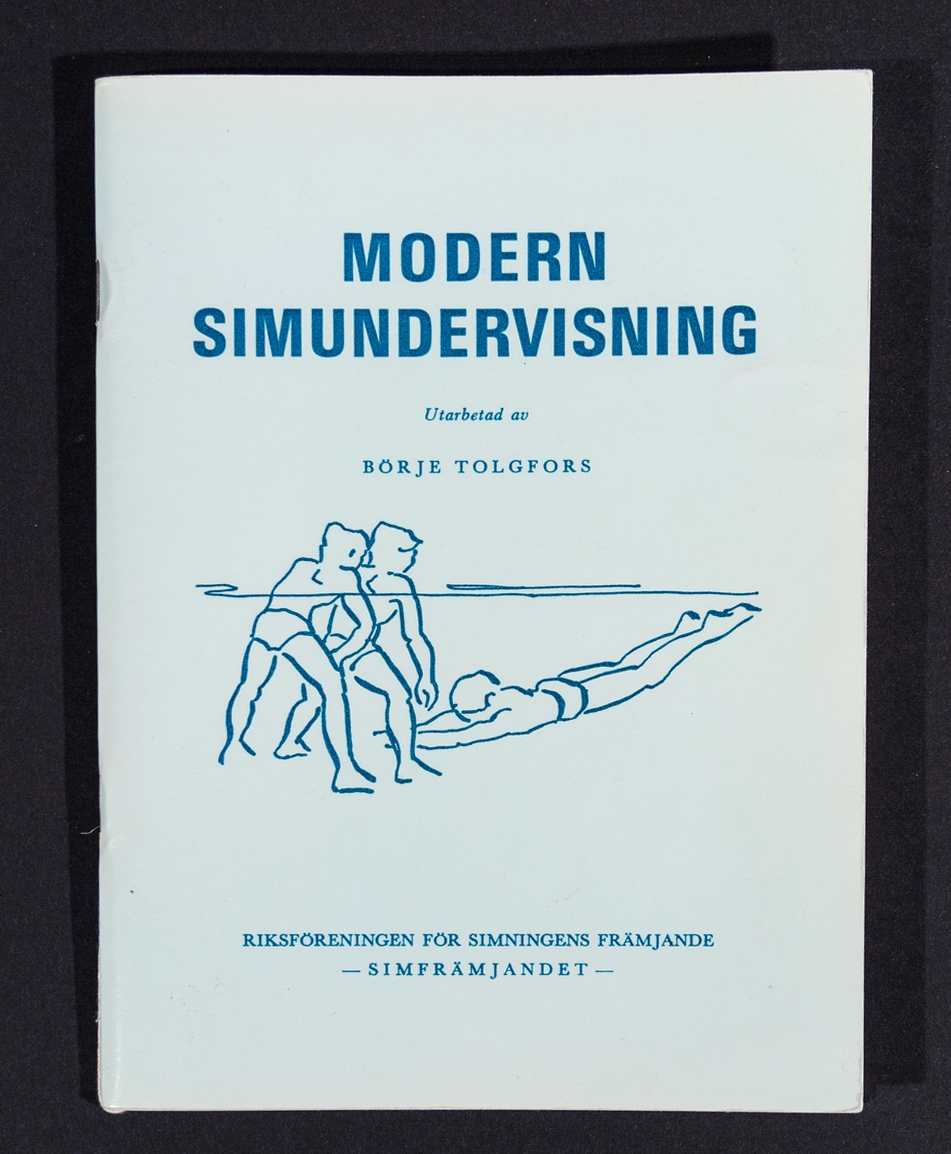
Häfte Simundervisning Simfrämjandet 1969
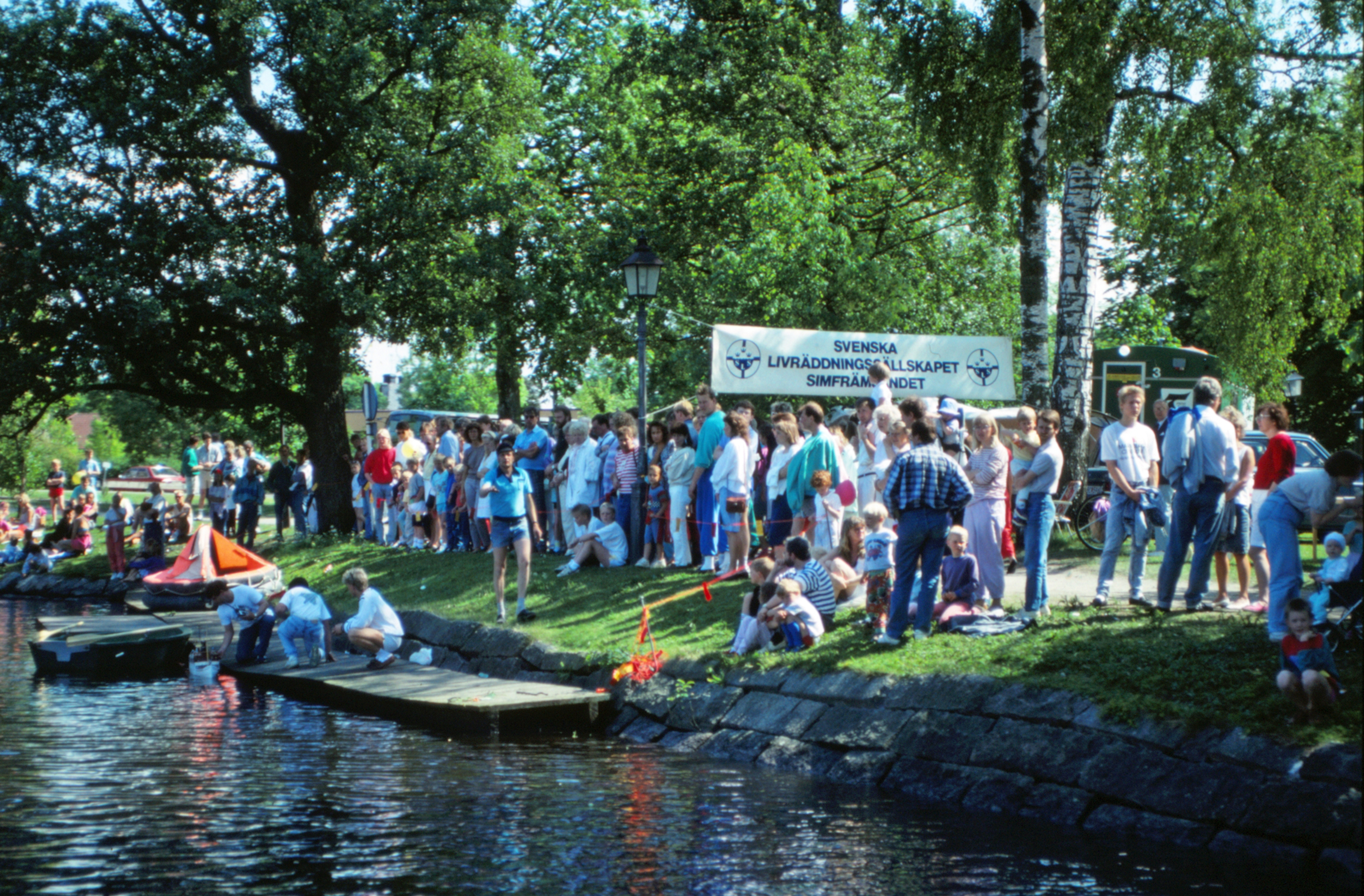
Svenska Livräddningssällskapet, 1989. Båtens dag i Svartån, Wadköping, Örebro.